# Aleksandr Vinogradov (ishockeyspelare)
Aleksandr Vinogradov, född 20 juni 1970 i Kazan, är en rysk före detta professionell ishockeyspelare (högerforward).